# 常葉大學前車站
常葉大學前站（日语：／ Tokoha Daigaku-mae eki */?）是位於日本靜岡縣濱松市濱名區都田町，屬於天龍濱名湖鐵道天龍濱名湖線的車站。

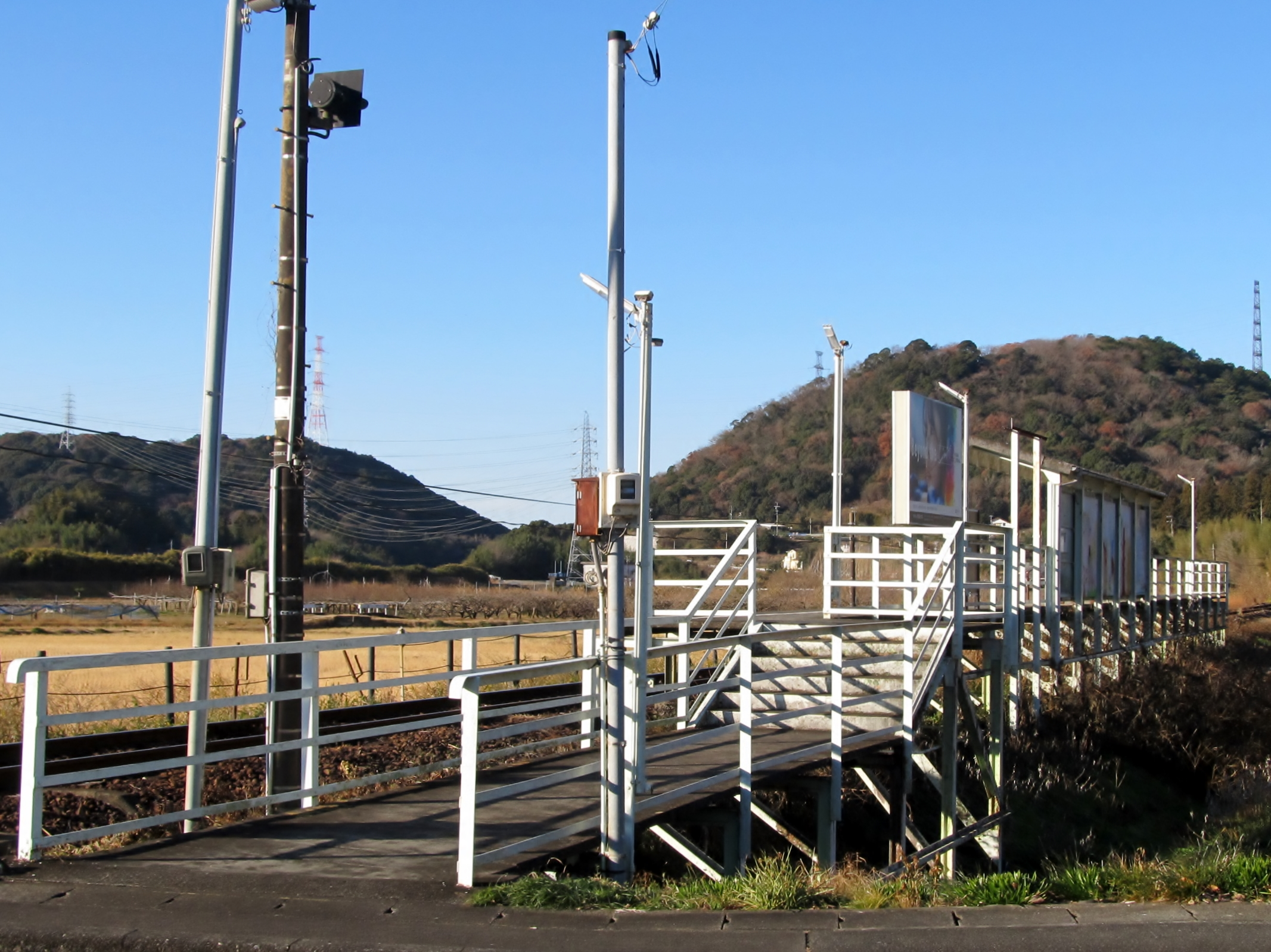
車站入口（2025年1月）

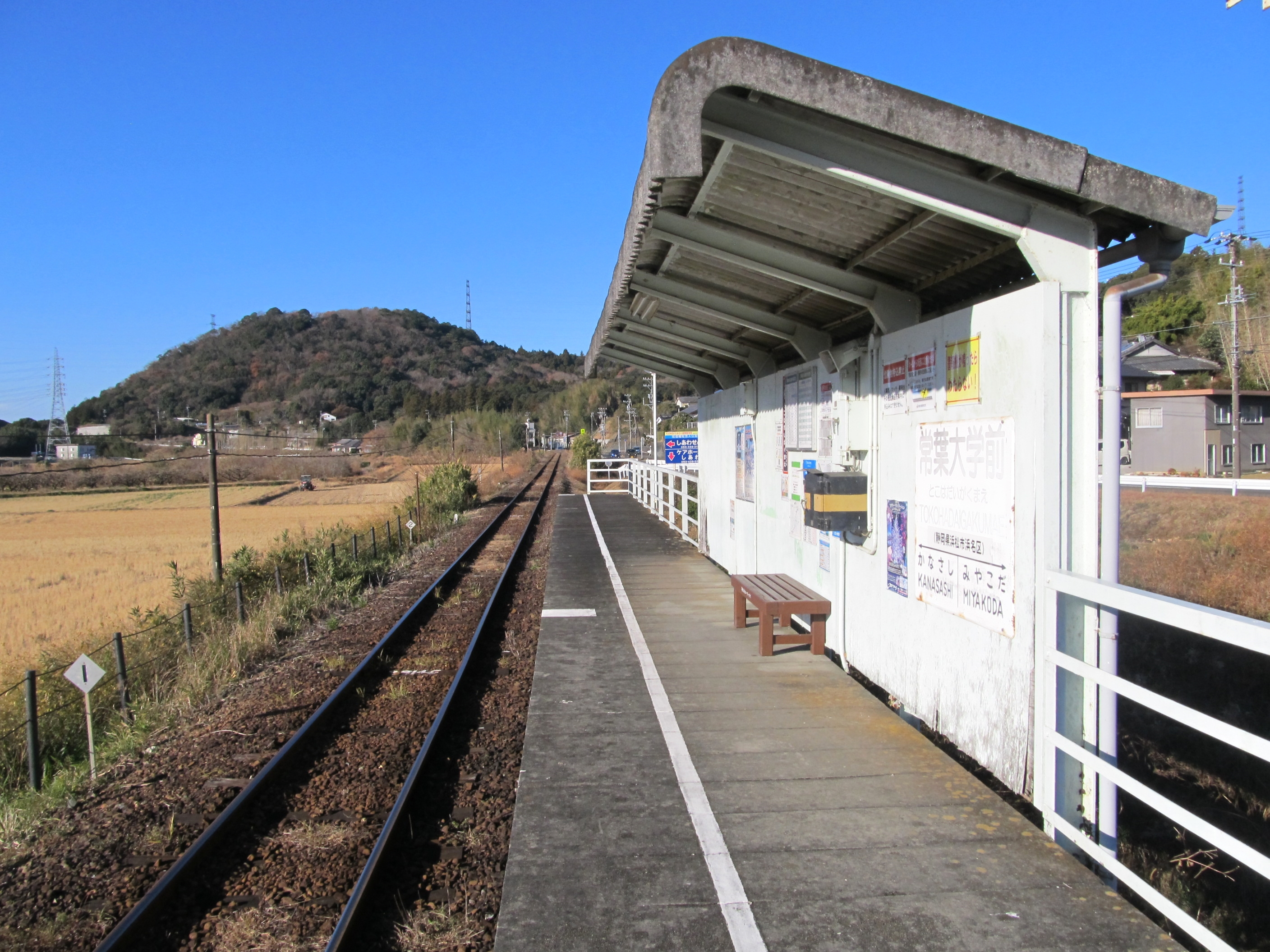
月台（2025年1月）

## 車站構造
本站為單式1面1線的地上車站與無人車站，站內沒有設置站房。

## 使用情況
近年來該站上車人數如下：
| 乗車人員推移 | 乗車人員推移     |
| 年度         | 一日平均上車人數 |
| ------------ | ---------------- |
| 2008         | 36               |
| 2009         | 29               |
| 2010         | 26               |
| 2011         | 30               |
| 2012         | 31               |
| 2013         | 43               |
| 2014         | 33               |
| 2015         | 28               |
| 2016         | 22               |

## 車站周邊
本站周邊多為田地，少有住宅。從月台可看見常葉大學濱松校區，但該站距離校區有500公尺。

## 歴史
- 1988年（昭和63年）3月13日 - 天龍濱名湖鐵道濱松大学前站（日语：／ Hamamatsu Daigaku-mae Eki）啟用。
- 2013年（平成25年）4月1日 - 由於濱松大學更名，該站也改名為常葉大学前站[1]。

## 相鄰車站
天龍濱名湖鐵道
天龍濱名湖線
都田－常葉大學前－金指

## 脚注
1. ↑  天竜浜名湖鉄道公式Facebook